# The Lost Album from Ronnie Scott’s
The Lost Album from Ronnie Scott’s (Alternativtitel: Mingus: The Lost Album from Ronnie Scott’s) ist ein Jazzalbum von Charles Mingus. Die am 14. und 15. August 1972 im Ronnie Scott’s Jazz Club, London entstandenen Aufnahmen erschienen zur Feier des hundertsten Geburtstags des Bassisten, Komponisten und Bandleaders am 23. April 2022 (Record Store Day) als 3-LP-Edition und stehen als Download ab 29. April 2022 auf Resonance Records bereit.

## Hintergrund
1972 war der legendäre Bassist und Komponist gerade 50 Jahre alt geworden und seine Karriere erlebte eine Renaissance, schrieb George Grella. Abgesehen davon war Mingus in dieser Zeit inmitten von neu entdecktem Ruhm und Respekt. Er erhielt das renommierte Guggenheim-Stipendium; seine Autobiographie Beneath the Underdog wurde gefeiert; er veröffentlichte das Big-Band-Album Let My Children Hear Music, und Alvin Ailey, einer der großen Choreografen der modernen Tanzgeschichte, hatte The Mingus Dances in Zusammenarbeit mit dem Joffrey Ballet und komplett mit Musik von Mingus geschaffen.
The Lost Album from Ronnie Scott’s enthält zwei Live-Mitschnitte, die fast zweieinhalb Stunden Musik umfassten, die am 14. und 15. August 1972 professionell auf Achtspurbändern mit einem mobilen Aufnahmewagen aufgenommen wurden. Ursprünglich als offizielle Albumveröffentlichung von Mingus gedacht, kam diese nie zustande. Die Aufführung blieb unveröffentlicht, da das Label Columbia die Zusammenarbeit mit Mingus – ebenso wie mit allen anderen Top-Jazzmusikern auf der Columbia-Liste mit Ausnahme von Miles Davis – im Frühjahr 1973 einstellte (siehe hierzu Vermarktungsstrategien von „Jazz/Progressiver Musik“ bei Columbia Records in den 1970er-Jahren). Die vorliegende Veröffentlichung ist vollständig von Jazz Workshop, Inc. autorisiert, die die Rechte an der Musik von Mingus verwaltet.
Obwohl seine Band immer noch aus den Saxophonisten Bobby Jones (Tenor) und Charles McPherson (Alt) bestand, war das Sextett in einer Phase des Wandels. Der Pianist Jaki Byard wurde dabei von dem relativ unbekannten John Foster abgelöst, der bei dem Auftritt im Ronnie Scott’s sowohl sein Pianospiel als auch seine Stimme (in „Noddin’ Heard Blues“) zur Schau stellte. Mingus’ langjähriger Schlagzeuger Dannie Richmond war zu dieser Zeit der Band Mark-Almond beigetreten und wurde durch den Detroiter Musiker Roy Brooks ersetzt, der seine Erfindung des „Breath-a-Tone“ demonstrierte, mit der er die Tonhöhe seines Kits beim Spielen kontrollieren konnte und bei einigen Nummern seine Fähigkeiten auf der Singenden Säge. Den Trompetenstuhl übernahm der damals 19-jährige Jon Faddis, ein Schützling und Gefolgsmann von Dizzy Gillespie. The Lost Album enthält neun Stücke, die während des zweitägigen Engagement in dem Londoner Jazzclub aufgenommen wurden; einige von ihnen – die damals neuen Kompositionen „Orange Was the Color of Her Dress“, „Mindreaders' Convention in Milano“ und das bekannte „Fables of Faubus“ – sind episch ausgedehnte Stücke, die ungefähr eine halbe Stunde dauern.
In einem neuen Interview mit Feldman charakterisierte McPherson den musikalischen Ansatz seines langjährigen Arbeitgebers: „[Mingus] mochte es, wenn seine Musik sauber genug war, um offensichtlich zu sein, dass sie ausgearbeitet und durchdacht war, aber nicht so makellos, dass sie roboterhaft klang oder unbelebt oder nicht menschlich – zu verarbeitet. Ich denke, „organisiertes Chaos“ ist ein passender Begriff, weil die Musik von Mingus wirklich so geklungen hat; sie hatte fast diese freilaufende Atmosphäre, und doch merkt man, dass sie ausgeschrieben und durchdacht ist und alle organisatorischen Elemente enthält, aber dennoch Elemente der Spontaneität aufweist.“

## Titelliste
- Charles Mingus: The Lost Album from Ronnie Scott’s (Resonance Records – HCD 2063)[3]

CD 1
1. Introduction 0:56
2. Orange Was the Color of Her Dress (Then Silk Blues) 30:49
3. Noddin' Ya Head Blues 19:53

CD 2
1. Mind-Readers’ Convention in Milano (A.k.a. Number 29) 29:57
2. Ko Ko (Theme) 0:45

CD 3
1. Fables of Faubus 35:00
2. Pops (A.k.a. When the Saints Go Marching In) (Louis Armstrong) 7:35
3. The Man Who Never Sleeps 19:35
4. Air Mail Special (Benny Goodman, Jimmy Mundy, Charlie Christian) 2:03

Soweit nicht anders vermerkt, stammen die Kompositionen von Charles Mingus.

## Rezeption
George W. Harris schrieb in Jazz Weekly, die Archivveröffentlichung sei verdienstvoll, da sie eine Mingus-Periode im Übergang darstelle die zu ihrer Zeit vergessen und nicht auf regulären Alben dokumentiert wurde. Der Mitschnitt fange eine Band ein, die ebenso aufregend wie vergänglich war. Roy Brooks fülle mehr als angemessen die Lücke aus, die Dannie Richmond gelassen hat, und füge etwas Energie und Kraft hinzu, die den Bandleader stimuliere. Es muss etwas Hörenswertes gewesen sein, da man die Hitze wirklich spüren kann. Dies sei ein bislang unzureichend dokumentiertes Kapitel in Mingus’ Karriere.

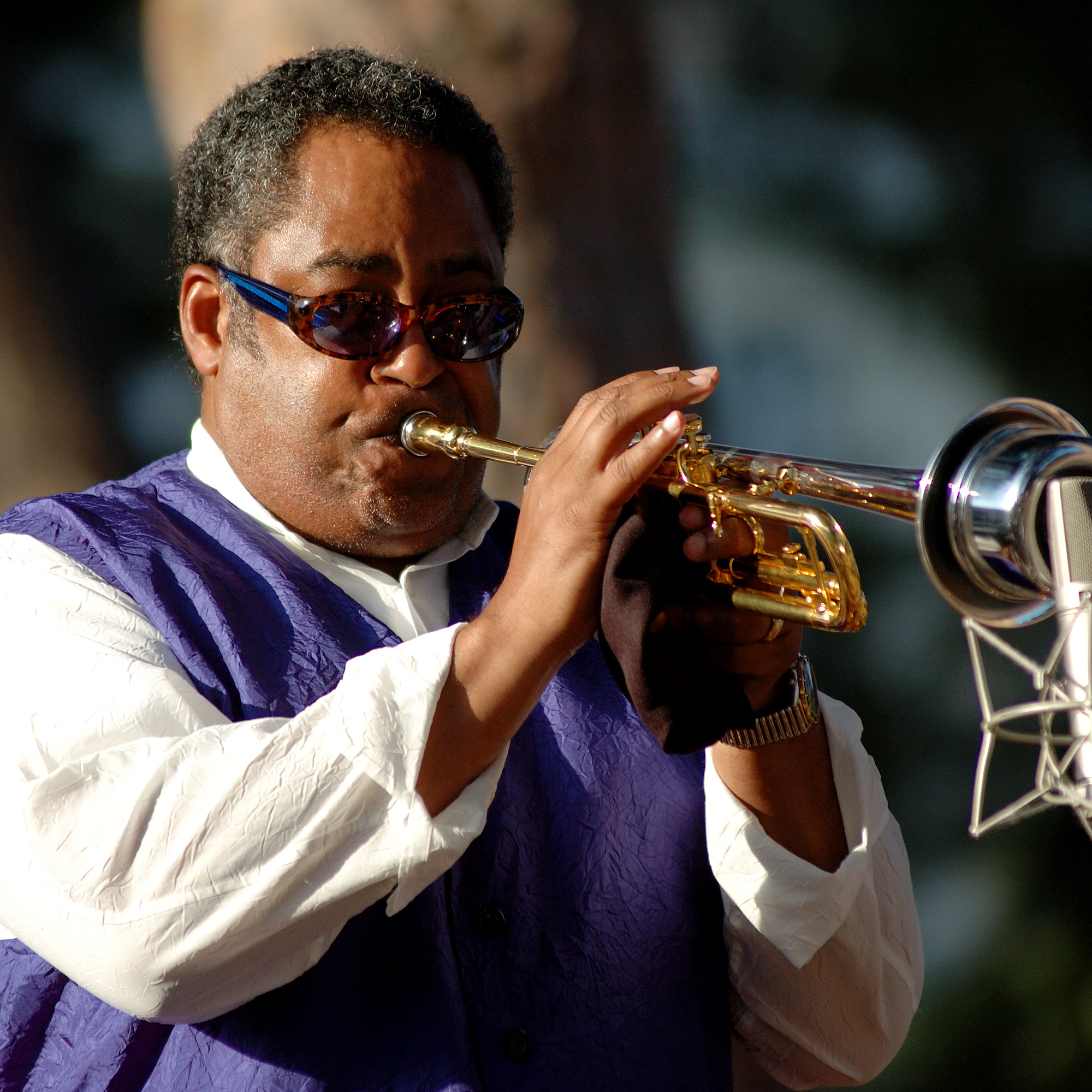
Jon Faddis (2007)

Frank Alkyer schrieb im Down Beat, die Geschichte der Wiederentdeckung des Materials sei faszinierend, aber die Musik noch unglaublicher. Der Klang der Aufnahmen biete eine makellose Zeitkapsel eines der größten Künstler des Jazz mit einer Gruppe, die seiner Musik ebenbürtig sei. Nur zu hören, wie Mingus den ersten Song „Orange Was the Color Of Her Dress, Then Silk Blues“ vorstellt, bestimme die Szenerie und lasse einen frösteln.
Highlights seien hier reichlich vorhanden. Für einen Rezensenten gebe es nichts Besseres, als Mingus’ Solo zu hören, der „Noddin’ Ya Head Blues“ vorstellt. Egal wie weit der Meister seine Musik trieb, er habe den Blues immer an seiner Seite getragen. Das Solo gleite wunderbar in einen wahren Leckerbissen mit Foster, der einen guten Gesang beitrage, komplett mit einem Gruß an Eddie „Cleanhead“ Vinson. Die gesamte Musikalität erkenne Mingus’ Liebe zu Musik an, die komplex war, ohne makellos zu sein – „organisiertes Chaos“, wie McPherson es in den Liner Notes nennt. Hinzu komme der schiere Humor und der musikalische Aktivismus von Mingus und seiner Crew. Zuletzt merkt der Autor an, was für eine Freude es sei, Faddis als Emporkömmling in dieser Umgebung zu hören. Mingus: The Lost Album from Ronnie Scott’s sei eine so gute Live-Jazz-Platte, wie man sie jemals hören werde.
George Grella schrieb in Bandcamp Daily, der lang vergessene Mitschnitt sei (nach Jazz in Detroit/Strata Concert Gallery/46 Selden (2018) und Charles Mingus at Bremen 1964 & 1975 von 2020) ein weiterer funkelnder Archivfund. eine weitere großartige Band und noch mehr swingende Nervenkitzel in einer intimen Umgebung. Ein Teil des Spaßes hier ist Mingus’ kurze Hinwendung zum Publikum, in der er sie bittet, ihr „Klatschen auf die Platte“ zu beziehen, und auch das Erscheinen von Material, das anderswo schwer oder unmöglich zu finden sei, wie „Mind Readers' Convention in Milano“ und „The Man, Who Nover Sleeps“.
Wolf Kampmann lobte The Lost Album from Ronnie Scott’s in Jazz thing überschwänglich: Der Mitschnitt von 1972 bringe „Mingus und Co. in Höchstform“. Mingus habe seine Bands stets als Workshops gekennzeichnet. „Improvisation fand deshalb auf mehreren Ebenen statt, individuell und kollektiv, aber auch hinsichtlich der Zusammenstellung seines Kaders. Alles war den Entscheidungen des Augenblicks geschuldet und konnte jeden Moment die Richtung wechseln. Diese eruptive Grundüberzeugung macht auch in jedem spielerischen Moment dieser Aufnahme die Spannung aus.“ Die Musiker seien „ununterbrochen gleichermaßen auf Sendung und Empfang“. Die einzelnen Titel seien teilweise extrem lang, doch keine einzige Minute sei überflüssig. „Mingus‘ Musik berührt auch hier in ihrer einzigartigen Mischung aus Sprengkraft und Erdung.“
Leider würden diese guten Zeiten mit dieser Besetzung von Mingus‘ Sextett nicht mehr lange anhalten, schrieb S. Victor Aaron (Something Else!) . Innerhalb einer Woche waren Jones und Faddis gegangen und McPherson nicht lange danach. Foster blieb in Europa und starb – viel zu jung – vier Jahre später. Aber die Verjüngung von Mingus’ Karriere sei bereits im Gange gewesen. Von diesem Zeitpunkt an würden ihm die Menschen mehr Aufmerksamkeit schenken als damals, als er Ende der 1950er- bis Mitte der 60er-Jahre all diese Meisterwerke schuf. Und nur wenige Wochen nach dem 100. Jahrestag seiner Geburt würden die Leute immer noch das verrückte Genie von Charles Mingus entdecken.